# Quintette avec clarinette
Traditionnellement, un quintette avec clarinette ou quintette pour clarinette (en anglais : clarinet quintet, en allemand : Klarinettenquintet) est un ensemble de musique de chambre, constitué d'une clarinette associée généralement à un quatuor à cordes incluant usuellement deux violons, un alto et un violoncelle. Bien que la clarinette soprano soit principalement usitée par les compositeurs, d'autres modèles sont employés en quintette comme la petite clarinette, la clarinette basse, le cor de basset, la clarinette contrebasse...
D'autres formes de structure instrumentale existent pour le quintette avec clarinette comme celle employée par Prokoviev dans son quintette en sol mineur: hautbois, clarinette, violon, alto, contrebasse.

## Histoire
L'une des œuvres les plus anciennes et les plus influentes pour cet ensemble instrumental est le quintette pour clarinette et cordes, K. 581 de Wolfgang Amadeus Mozart, écrit pour le clarinettiste Anton Stadler en 1789. Bien que quelques compositions pour ce type d'ensemble aient été écrites au cours des années suivantes, dont le quintette pour clarinette Op. 34 de Carl Maria von Weber, compositeur célèbre pour ses compositions pour clarinette solo, ce n'est que lorsque Johannes Brahms compose le quintette avec clarinette en si mineur, op. 115 pour le clarinettiste Richard Mühlfeld en 1891 que le quintette avec clarinette a commencé à recevoir une attention considérable de la part des compositeurs.
Cette formation apparaît donc dans le dernier quart du XVIIIe siècle avec la naissance du quatuor à cordes, promu par Joseph Haydn et issu du trio à cordes baroque, et la récente diffusion de la clarinette dans les orchestres.

## Genre
Le quatuor à cordes apparaissant comme genre musical constitué, le quintette avec clarinette se révèle également comme genre laissant entendre diverses confrontations subtiles entre deux entités (la clarinette « contre » le quatuor).
La forme musicale du quintette avec clarinette est généralement basée sur quatre mouvements.

## Œuvres pour quintette avec clarinette

### 1789–1800
- Wolfgang Amadeus Mozart – Quintette avec clarinette  en la majeur, K. 581 (1789)[3],[4],[5]

### 1801–1850
- Heinrich Backofen -
  - Quintette en fa majeur pour cor de basset et cordes, op. 9 ;
  - Quintette en si bémol majeur pour clarinette et cordes, op. 15 (Leipzig, 1805?) ;
- Sigismond von Neukomm - Quintette avec clarinette (ou hautbois) en si bémol majeur, Op.8 (c.1806)[6]
- Carl Maria von Weber - Quintette pour clarinette et cordes en si bémol majeur, op. 34 (1811-1815)[7]
- Giacomo Meyerbeer – Quintette avec clarinette en mi bémol majeur (1813)
- Andreas Romberg - Quintette pour clarinette, violon, deux violes et violoncelle en mi bémol majeur op. 57
- Anton Reicha - 
  - Quintette pour clarinette en si bémol majeur, op. 89 (1820), vraisemblablement prévu pour le clarinettiste Jacques Bouffil[8]
  - Quintette en fa majeur pour clarinette ou hautbois et quatuor à cordes, op. 107 (1829)
- Heinrich Baermann – trois quintettes pour clarinette et quatuor à cordes Op.19, 22 et 23[9]

### 1851–1900
- Thomas Täglichsbeck (en) - Quintette pour clarinette en si bémol majeur, op. 44 (1863)[10]
- Ferruccio Busoni – Suite en sol mineur, BV 176 (1880)
- Alexandre Glazounov – Rêverie orientale, Op. 14 (1886)
- Johannes Brahms – Quintette avec clarinette en si mineur, op. 115 (1891)[11],[12]
- Samuel Coleridge-Taylor – Quintette avec clarinette en fa  mineur, op. 10 (1895)[13]

### 1901–1950
- Henri Marteau – Quintette pour clarinette et quatuor à cordes en ut mineur, op. 13 (1908)
- Joseph Holbrooke – Cavatine et Variations, Quintette avec clarinette et cordes n°1 en ré mineur, Op. 15b (1910) et Quintette avec clarinette et cordes n° 2 Ligeia en sol majeur, op. 27 (1910, révisé 1939 et c.1956 ; titre original Fate)[14]
- Robert Fuchs – Quintette avec clarinette en mi bémol majeur, op. 102 (1914)[15]
- Alexander Kreïn – Trois esquisses sur des thèmes hébreux pour quintette avec clarinette, op. 12 (1914) et Deux esquisses sur des thèmes hébreux pour quintette avec clarinette, op. 13 (1914)
- Max Reger – Quintette avec clarinette en la majeur, op. 146 (1915-1916)[16],[17]
- Herbert Howells – Quintette rhapsodique, op. 31 (1917)
- Arthur Somervell – Quintette avec clarinette en sol majeur (1919)
- Ewald Sträßer – Klarinettenquintett op. 34 (1920)
- Charles Villiers Stanford -
  - Fantasia No. 1 en sol mineur pour clarinette et quatuor à cordes, WoO (1921)
  - Fantasia No. 2 in fa majeur pour clarinette et quatuor à cordes, WoO (1922)
- Paul Hindemith – Quintette pour clarinette et cordes , op. 30 (1923, révisé 1954)[18]
- Günter Raphael – Quintette avec clarinette en fa majeur, op. 4 (1924)
- Prokofiev - Quintette en sol mineur, pour hautbois, clarinette, violon, alto, contrebasse (1924)
- Quincy Porter – Quintette avec clarinette (1929)
- Arthur Bliss – Quintette avec clarinette, F. 20 (1932)[19]
- Gordon Jacob – Quintette avec clarinette en sol mineur (1939)
- Ilse Fromm-Michaels – Musica Larga (1944)
- Ernst Hermann Meyer (en) – Klarinettenquintett (1944)

### 1951–2000
- Josef Schelb – Quintett pour clarinette, 2 violons, alto et violoncelle (1954)
- Morton Feldman – Deux pièces pour clarinette et quatuor à cordes (1961); Clarinette et quatuor à cordes (1983)
- Kurt George Roger (en) – Quintette avec clarinette, op. 116 (1966)
- Bernard Herrmann – Souvenirs de voyage (1967)
- Robert Simpson – quintette avec clarinette (1968); Quintett für Klarinette, Bassklarinette und Streichtrio (1983)
- Jean Françaix – Quintette avec clarinette (1977)
- Anders Eliasson (en) – Ombra pour clarinette et quatuor à cordes (Schatten für Klarinette und Streichquartett) (1980)
- Isang Yun – Quintette avec clarinette et quatuor à cordes No. 1 (1984) et Quintette avec clarinette et quatuor à cordes No. 2 (1994)[20]
- Krzysztof Meyer – Klarinettenquintett (1986)
- Helmut Eder (de) – Klarinettenquintett op. 77 (1986)
- Edison Denisov – Quintette pour clarinette (1987)
- Tristan Keuris (en) – Klarinettenquintett (1988)
- Jennifer Higdon – Soliloquy (1988)
- Ellen Taaffe Zwilich – Quintette pour clarinette et quatuor à cordes (1990)[21]
- Magnus Lindberg - Quintett für Klarinette, 2 Violinen, Viola und Violoncello (1992)
- Helmut Bieler (en) - Klarinettenquintett (1993)
- Sean Osborn (en) - Quintette avec clarinette (1995) et Quintette pour clarinette et cordes, " The Beatles " (2004)
- Milton Babbitt – Quintette avec clarinette (1996)[22]
- Kimmo Hakola (en) - Klarinettenquintett (1997) (pour clarinette en ut et quatuor à cordes)
- Kalevi Aho - Quintett für Klarinette und Streichquartett (1998)
- Howard J. Buss (en) – Visions du millénaire (1999)

### Depuis 2001
- Dan Welcher (en) – Quintette pour clarinette et quatuor à cordes (2001)
- Waldram Hollfelder (de) - Eskapaden für Klarinettenquintett (UA 2002)
- Wolfgang Rihm – Vier Studien zu einem Klarinettenquintett (2002)
- Charles Uzor (de) - a chantar … (2003/04; pour clarinette / clarinette basse, quatuor à cordes et Tonband)
- Elliott Carter – Quintette avec clarinette (2007)[23]
- Ned Rothenberg (en) – Quintette pour clarinette et cordes (2007)[24]
- David Bruce – Bottes en caoutchouc (2008)
- Theo Brandmüller - Geheime Botschaften (2012)
- Roger Steptoe - Clarinet Quintet N° 2, « Hommage à Claude Debussy », pour clarinette et quatuor à cordes (2012)
- Airat Ichmouratov - Un jour d'une vie presque ordinaire, pour clarinette klezmer et quatuor à cordes, Op.47 / clarinette et orchestre à cordes Op.47A (2015)[25]
- Geoffrey Gordon (en) – Quintette pour clarinette et cordes (en) (2015)[26]
- Beat Furrer – intorno al bianco pour clarinette et quatuor à cordes (2016)
- Hannes Pohlit (de) - Nel Fiume eterno pour clarinette de basset et quatuor à cordes (2016)
- Jörg Widmann – Quintette avec clarinette (en) (2017)[27]
- Philipp Ortmeier - Auf schmalem Grat (2018)
- Marc Garetto - Clarinet & Strings Quintet (2021)